# Liudolf de Zutphen
Liudolf de Bonnegau, mort en 1031, fut seigneur de Zutphen de 1025 à 1031. Il était fils d'Ezzo de Lotharingie (ou Ezzon) aussi appelé Ehrenfried, comte de Bonnegau et comte palatin de Lotharingie, et de Mathilde de Germanie (978-1025), fille de l'empereur Otton II.
Comme fils aîné, il devait succéder à son père comme comte palatin de Lotharingie et fut éduqué en conséquence. Vers 1025, il épouse Mathilde de Hammerstein, fille d'Otton Ier, comte d'Hamaland, et reçut en dot la ville de Zutphen. Ils eurent six enfants :
- Ermentrude, mariée à Robert, comte du Haut-Lahngau ;
- Henri († 1033), comte de Zutphen ;
- Conrad († 1055), comte de Zutphen et duc de Bavière ;
- Mathilde, mariée à Bruno, comte de Heimbach et de Zülpichgau ;
- Adélaïde, mariée à Gottschalk de Twente († 1063) ;
- une fille, mariée à Elie II, comte de Rheinhausen et de Leinegau.

Il meurt en 1031, trois ans avant son père, laissant des enfants mineurs sous la tutelle de leurs grands-pères, puis de leurs oncles. Toutes les dignités de son père iront à son frère cadet Otton, les enfants de Liudolf étant trop jeunes pour les assumer.

## Source
- (nl) « Liudolf, 1025-1031, Heer van Zutphen »(Archive.org • Wikiwix • Archive.is • Google • Que faire ?).